# Radoševo
Radoševo (cyr. Радошево) – wieś w Serbii, w okręgu zlatiborskim, w gminie Arilje. W 2011 roku liczyła 286 mieszkańców.